# Кэри, Генри Чарлз
Генри Чарлз Кэ́ри (англ. Henry Charles Carey; 15 декабря 1793, Филадельфия — 13 октября 1879) — один из самых известных американских экономистов первой половины XIX века. Главный советник президента Авраама Линкольна по экономическим вопросам. Ассоциированный член Американской академии искусств и наук (1863).

## Биография
Родился в Филадельфии в семье ирландского иммигранта издателя и экономиста Мэтью Кэри. Со временем возглавил отцовскую издательскую фирму, совмещая журналистику с широкими деловыми интересами. Опубликовал более десятка книг и тысячи газетных статей и памфлетов.
В своей основной работе 1837—40 годов «Принципы политической экономии» (англ. The Principles of Political Economy) он разработал теорию трудовой стоимости на основе воспроизводства (стоимость определяется не только прошлыми, но и будущими затратами труда), которая произвела глубокое впечатление даже на Карла Маркса. В книге 1848 года «Прошлое, настоящее и будущее» (англ. The Past, The Present and the Future) он подробно изложил свою теорию ренты и показал, что историческая последовательность обработки земли, по крайней мере, в США, была противоположна предложенной Давидом Рикардо, а именно, от худших земель к лучшим. Он предположил, что доходы от приложения капитала к земле характеризовались возрастающей, а не убывающей отдачей. Кэри не смог понять, что это справедливо только при «предельном уровне экстенсивного использования земли» (приложении одного и того же количества капитала и труда к большему количеству земли), а не к «предельному уровню интенсивного использования земельных угодий» (приложении большего количества капитала и труда к участку земли одной и той же площади). Тем не менее, его возражение не давало покоя многим экономистам-классикам.
В его взглядах прослеживается антипатия к теории Томаса Мальтуса и Давида Рикардо, которые, на его взгляд, извратили учение Адама Смита. Выражал уверенность в том, что классическая экономическая теория нуждается в ревизии в свете американской практики при избыточных земельных ресурсах и дефиците трудовых ресурсов. Верил в конечную гармонию экономических интересов, особенно в отношении интереса труда и капитала с одной стороны, а также землевладельцев — с другой.
В конце 1850-х он всё больше переходил от экономических работ к социологии. В таких книгах как «Принципы общественной науки» (англ. Principles of Social Science) и «Единство законов: соотношение физической, общественной, психологической и этической наук» (англ. The Unity of Law: As Exhibited in the Relations of Physical, Social, Mental and Moral Science, 1872) он выражал распространенную среди американских представителей общественных наук того периода уверенность в том, что дни специальной экономической науки закончились.

## Сочинения
Книга «The Principles of social science» в сокращённом виде была издана под заглавием «Manual of social science».
- Политико-экономические письма к президенту Американских Соединенных Штатов. — СПб., 1860;
- Руководство к социальной науке = Manual of social science. — СПб., 1866—1869. Вып. 1, 2